# Øystein Pettersen
Øystein Pettersen, född den 19 januari 1983, är en norsk längdskidåkare som tävlat i världscupen sedan 2003, där hans främsta meriter är från sprintåkningen där han fyra gånger har varit på prispallen. Som bäst har han vid tre tillfälle blivit tvåa.
Vid OS i Vancouver 2010 tog Pettersen guldmedaljen i sprintstafetten tillsammans med Petter Northug.